# Tramway de Jytomyr
Le tramway de Jytomyr est le réseau de tramways de la ville de Jytomyr, en Ukraine. Ouvert en 1899, il compte actuellement une unique ligne, longue de 17,5 kilomètres.

## Historique
À l'étude dès 1895, la première ligne ouvre en 1899, ce qui en fait le plus ancien réseau d'Ukraine, et le 5e de toute la CEI.
Dès 1897, une première ébauche du réseau, destinée au transport de marchandises uniquement, est ouvert pour acheminer le bois d'une grande scierie (aujourd'hui disparue) vers la gare.
Au début du 20e siècle, le réseau compte 4 lignes ouvertes aux passagers.

En 1974, il ne reste plus qu'une seule ligne, presque similaire à la configuration actuelle du réseau.

## Réseau actuel
Le réseau actuel se compose d'une seule ligne, "Maidan Beremogi <> Lonokombinat" longue de 17,5 km et traversant les axes principaux du centre-ville avant de relier le parc industriel situé à l'est de la ville. La ligne est exploitée par un dépôt unique (commun avec les trolleybus).
Le parc compte en 2015 26 éléments simples de type Tatra T4 et 6 éléments doubles de type Tatra KT4, ainsi que 4 véhicules de service, souvent des trains plus anciens adaptés et modifiés. Aux heures de pointe, jusqu'à 18 rames circulent simultanément sur la ligne.